# Crumble
Crumble (výslovnost [krambl]) je dezert pocházející z Britských ostrovů, který se skládá z ovoce a drobenky. Recept vznikl jako úsporná varianta drobenkového koláče za druhé světové války, kdy byla mouka a máslo na příděl. Je oblíbený pro svoji rychlou přípravu a pro možnost zužitkovat sezónní přebytky.
Crumble se připravuje v zapékací míse, která se vymastí a naskládají se do ní kousky ovoce (švestky, jablka, ostružiny, borůvky, angrešt) nebo rebarbory posypané cukrem a skořicí. Vrstva ovoce se zakryje žmolky těsta z mouky, másla a cukru, které se mohou také doplnit mletými oříšky nebo opraženými ovesnými vločkami a vše se zapeče asi půl hodiny při teplotě okolo 180 °C, až se na povrchu utvoří nazlátlá křupavá kůrka. Hotový dezert se ještě horký krájí na dílky, které se mohou při podávání doplnit žloutkovým krémem, šlehačkou nebo zmrzlinou. 
Existuje také slaná varianta crumble, obsahující maso, sýr a zeleninu.